# XDS Astana Team
XDS Astana Team (UCI kód: XAT) je mužský profesionální cyklistický tým sponzorovaný koalicí státem vlastněných kazachstánských firem Samruk-Kazyna a pojmenovaný podle kazachstánského hlavního města Astany. Astana získala statut UCI ProTeamu již v první rok existence, 2007. 

## Historie

### Zánik týmu Liberty Seguros–Würth
Astana se do světa cyklistiky poprvé dostala v roce 2006. Španělský tým Liberty Seguros–Würth byl masivně zapojen do dopingového skandálu Operación Puerto a sponzoři Liberty Mutual a Würth postupně odešli. Astana je zastoupila jako nový titulární sponzor a pod jejím jménem v druhé polovině sezóny vyhrál Alexandr Vinokurov Vueltu a España. Další jezdec týmu, Andrej Kašečkin, dokončil celkově třetí.

### 2007: Vznik nového týmu
Nový management Astany se původně pokusil koupit ProTourovou licenci zaniknuvšího týmu Liberty Seguros, která patřila Manolu Saizovi. Ten ji však nebyl ochoten prodat, takže Astana zažádal o licenci sama o sobě. Sídlo týmu bylo původně ve Švýcarsku pod společností Zeus Sarl a týmovým manažerem byl Marc Biver, bývalý vítěz Tour de Suisse. Vinokurov byl úvodním lídrem týmu.
Komise UCI udělující ProTourové licence původně tým informovala, že mu tato licence nebude pro sezónu 2007 udělena. Po tomto rozhodnutí oznámili pořadatelé všech třech Grand Tours, že na ně tým bude pozván i bez této licence. 20. prosince 2006 však komise změnila své stanovisko a umožnila týmu soutěžit v ProTour další 4 sezóny.
V soupisce pro rok 2007 byli také zahrnuti specialisté na etapové závody Andreas Klöden, Paolo Savoldelli a Andrej Kašečkin, společně s Matthiasem Kesslerem, Grégorym Rastem, Thomasem Freiem a Antoniem Colomem.
V červenci byl z týmu na základě pozitivního testu propuštěn německý cyklista Matthias Kessler; 24. července 2007 pak tým dobrovolně na přání organizátorů odstoupil z probíhající Tour de France poté, co byla lídrovi sestavy Alexandru Vinokurovovi v „A“-vzorku prokázána zakázaná krevní transfuze.

### 2008: 2 tituly z Grand Tours

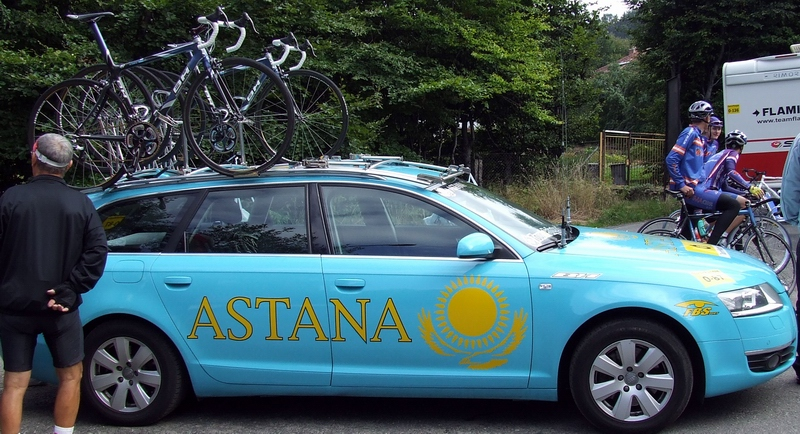
Týmové auto (2008)

Tým v sezóně 2008 soutěžil pod lucemburskou licencí a přijal několik závodníků ze zaniknuvšího týmu Discovery Channel, kterými byli Tomas Vaitkus, Sérgio Paulinho, Chechu Rubiera, Vladimir Gusev, Janez Brajkovič a Chris Horner.
Tým Astana nebyl pozván na Giro d'Italia 2008, protože nesplnil kritéria etiky, kvality nebo mezinárodnosti. 3. května, týden před startem Gira, se však organizátoři rozhodli na poslední chvíli udělit Astaně pozvánku na Giro. Astana se byla schopná dostavit i přes krátký čas na přípravu a 1. června se stal celkovým vítězem její jezdec Alberto Contador, který si díky 11. místu v závěrečné časovce mohl převzít růžový trikot pro celkového vítěze. Contador také vyhrál Vueltu a España a další jezdec Astany, Levi Leipheimer, získal celkové 2. místo. I přes neúčast na Tour de France kvůli dopingu Vinokurova a ostatních o rok dříve tým získal dvě vítězství na Grand Tours a tři pódiová umístění. Leipheimer také získal bronzovou medaili v časovce na olympijských hrách v Pekingu, kde těsně porazil čtvrtého Contadora.
Mezi další významné úspěchy týmu se zařadila celková vítězství na etapových závodech Kolem Baskicka, Vuelta a Castilla y León díky Contadorovi, Tour of California díky Leipheimerovi, Tour de Romandie díky Klödenovi a Tour de Wallonie díky Sergeji Ivanovovi.

### 2010: Změny v týmu
Okamžitý efekt Vinokurovova návratu a Bruyneelova odchodu způsobil hromadné odchody z týmu. Ačkoliv měl Bruyneel stále rok kontraktu před sebou, tak mu bylo povoleno tým opustit, aby neblokoval Vinokurovův návrat.

### 2013–2016: Nibaliho éra
Po odchodu Contadora po sezóně 2010 byl utlumen španělský vliv v týmu a byl nahrazen italským. V letech 2011 a 2012 tým podepsal Enrica Gasparotta, Mirca Lorenzetta, Francesca Masciarelliho, Jacopa Guarnieriho, Francesca Gavazziho, Simona Ponziho a Fabia Arua. Zároveň také z týmu odešli David de la Fuenté, Daniel Navarro, Jesús Hernández, Benjamín Noval, Óscar Pereiro a Josep Jufré. K začátku sezóny 2012 tak v týmu nezůstal ani jeden španělský závodník. V roce 2013 tým přijal další italské závodníky, a to Valeria Agnoliho, Andreu Guardiniho, Alessandra Vanottiho a Vincenza Nibaliho, který hned v první sezóně vyhrál Tirreno–Adriatico a Giro d'Italia. Následně Nibali nosil dres lídra na Vueltě a España 13 etap z 21, ale vedení ztratil ve prospěch Američana Chrise Hornera. V roce 2014 Nibali vyhrál Tour de France a stal se tak sedmým jezdcem v historii, jenž opanoval celkové pořadí všech tří Grand Tours během své kariéry. V srpnu tým oznámil, že pro další sezónu podepsal Larse Booma (Belkin Pro Cycling), Luise Leóna Sáncheze (Caja Rural–Seguros RGA), Davida Malacarneho (Team Europcar) a Diega Rosu (Androni Giocattoli–Venezuela). 20. srpna pak oznámili podepsání jednoletého kontraktu s Reinem Taaramäem (Cofidis). S přidáním Michele Scarponiho v roce 2014 a Daria Catalda o rok později měl tým na začátku sezóny 2015 primárně italský element, kdy 9 závodníků z 25 pocházelo z této země, zatímco z Kazachstánu jich zůstalo pouze 5.

## Soupiska týmu
K 1. lednu 2024
- Davide Ballerini (ITA) (* 21. září 1994)
- Samuele Battistella (ITA) (* 14. listopadu 1998)
- Cees Bol (NED) (* 27. července 1995)
- Gleb Brusenskij (KAZ) (* 18. dubna 2000)
- Mark Cavendish (GBR) (* 21. května 1985)
- Anthon Charmig (DEN) (* 25. března 1998)
- Igor Chzhan (KAZ) (* 25. prosince 1993)
- Jevgenij Fjodorov (KAZ) (* 16. února 2000)
- Lorenzo Fortunato (ITA) (* 9. května 1996)
- Gianmarco Garofoli (ITA) (* 6. října 2002)
- Michele Gazzoli (ITA) (* 4. března 1999)
- Jevgenij Gidič (KAZ) (* 19. května 1996)
- Dmitrij Gruzdev (KAZ) (* 13. března 1986)
- Max Kanter (GER) (* 22. října 1997)
- Anton Kuzmin (KAZ) (* 20. listopadu 1996)
- Harold Martín López (ECU) (* 3. prosince 2000)
- Alexej Lucenko (KAZ) (* 7. září 1992)
- Daniil Marukin (KAZ) (* 13. února 1999)
- Michael Mørkøv (DEN) (* 30. dubna 1985)
- Henok Mulubrhan (ERI) (* 11. listopadu 1999)
- Vadim Pronskij (KAZ) (* 4. června 1998)
- Christian Scaroni (ITA) (* 16. října 1997)
- Ide Schelling (NED) (* 6. února 1998)
- Rüdiger Selig (GER) (* 19. února 1989)
- Gleb Syrica (RUS) (* 14. dubna 2000)
- Harold Tejada (COL) (* 27. dubna 1997)
- Santiago Umba (COL) (* 20. listopadu 2002)
- Simone Velasco (ITA) (* 13. června 1999)
- Nicolas Vinokurov (KAZ) (* 7. července 2002)